# Географія Лівану
Ліван — західноазійська країна, що лежить на східному узбережжі Середземного моря . Загальна площа країни 10 400 км² (170-те місце у світі), з яких на суходіл припадає 10 230 км², а на поверхню внутрішніх вод — 170 км². Площа країни менша за площу Закарпатської області України. 

## Назва
Офіційна назва — Ліванська Республіка, Ліван (араб. لبنان — Любнан). Назва країни походить від семітського кореня «лбн», що пов'язаний зі словами білий колір і молоко. Імовірно, це можна розглядати як вказівку на засніжені гори Лівану. Назва згадувалась у трьох з 12 таблиць «Епосу про Гільгамеша» (2900 рік до н. е.), також у текстах бібліотеки Ебла (2400 рік до н. е.) і Біблії (71 раз у Старому Заповіті).

## Географічне положення
Ліван — західноазійська країна, що межує з двома іншими країнами: на півночі і сході — з Сирією (спільний кордон — 403 км), на півдні — з Ізраїлем (81 км). Загальна довжина державного кордону — 484 км. Ліван на заході омивається водами Середземного моря Атлантичного океану. Загальна довжина морського узбережжя 225 км.

Карта Лівану від ООН (англ.)Карта Лівану від ООН (англ.)
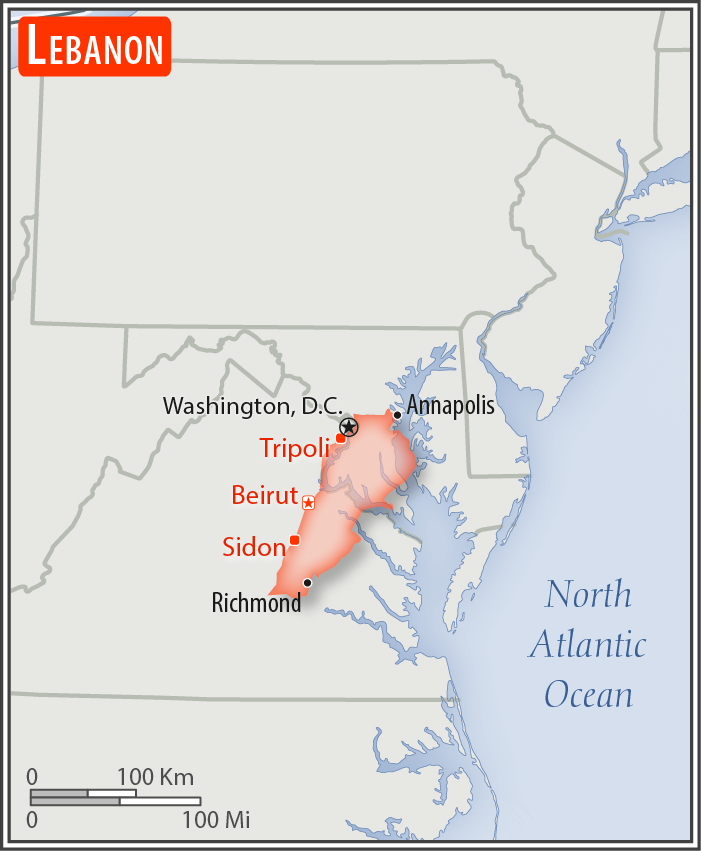
Порівняння розмірів території Лівану та США

Згідно з Конвенцією Організації Об'єднаних Націй з морського права (UNCLOS) 1982 року, протяжність територіальних вод країни встановлено в 12 морських миль (22,2 км).

### Час
Час у Лівані: UTC+2 (той самий час, що й у Києві). Літній час вводиться останньої неділі березня переводом годинникової стрілки на 1 годину вперед, скасовується в останню неділю жовтня переводом годинникової стрілки на 1 годину назад.

## Геологія

### Корисні копалини
Надра Лівану багаті на ряд корисних копалин: вапняк, залізну руду, кам'яну сіль.

## Рельєф
Середні висоти — 125(0 м; найнижча точка — рівень вод Середземного моря (0 м); найвища точка — гора Курнат-ас-Сауда (3088 м). Велика частина Лівану вкрита горами, крім долини Бекаа на північному сході та вузької рівнинної ділянки вздовж берега моря, що простяглася з півночі на південь. Прибережний Ліван відокремлений від східних регіонів гірськими пасмами Ліван і Антиліван.

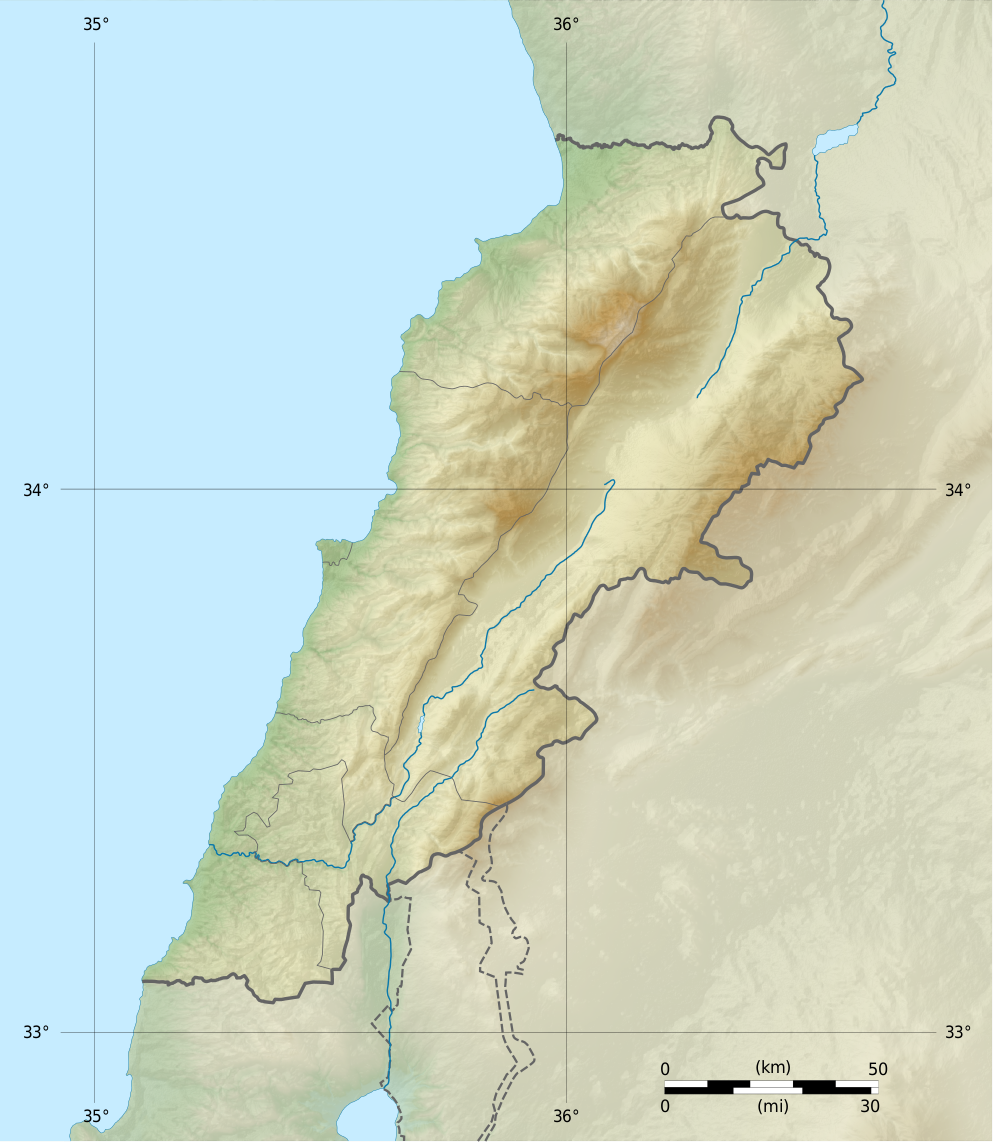
Рельєф Лівану
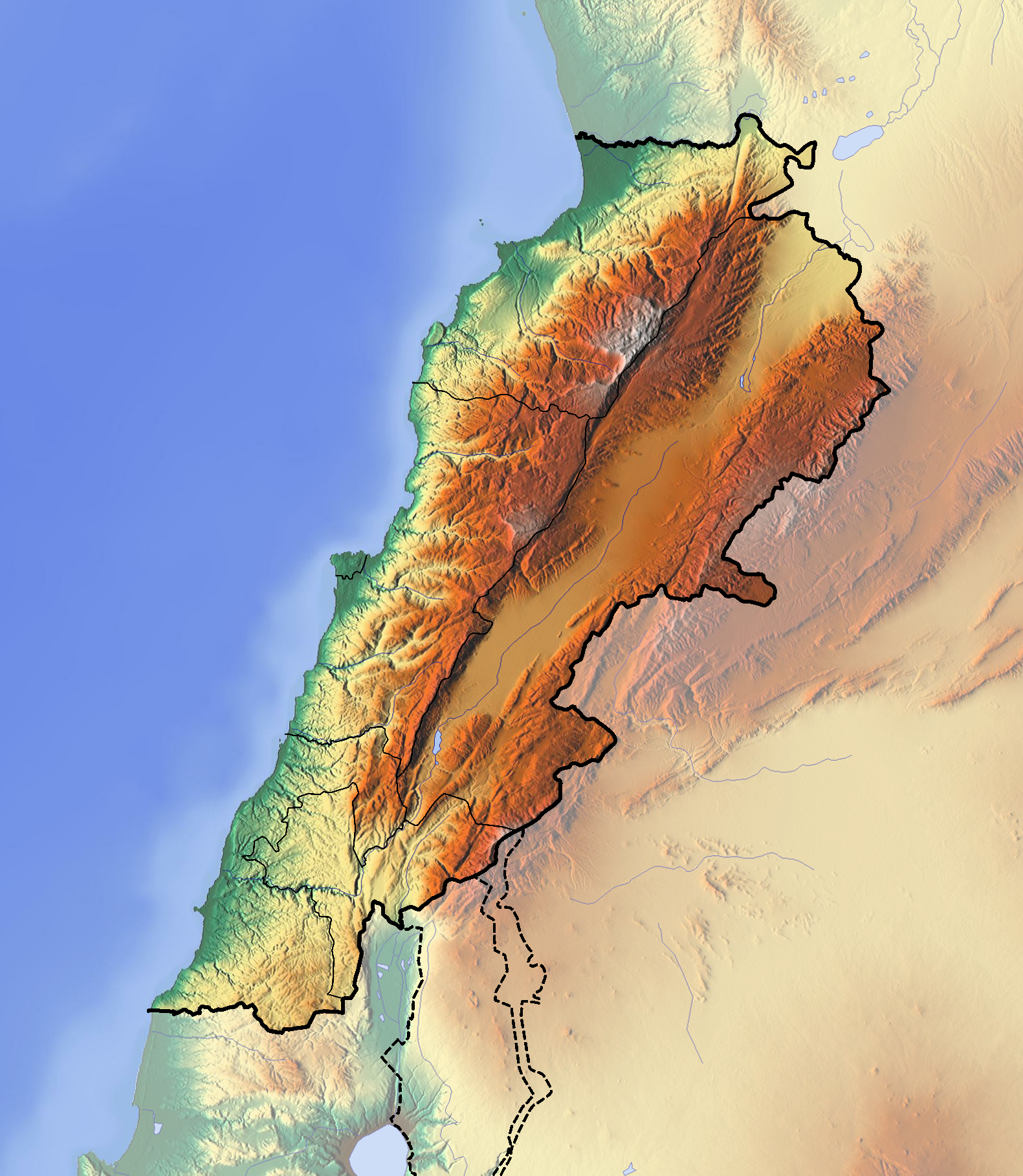
Рельєф Лівану
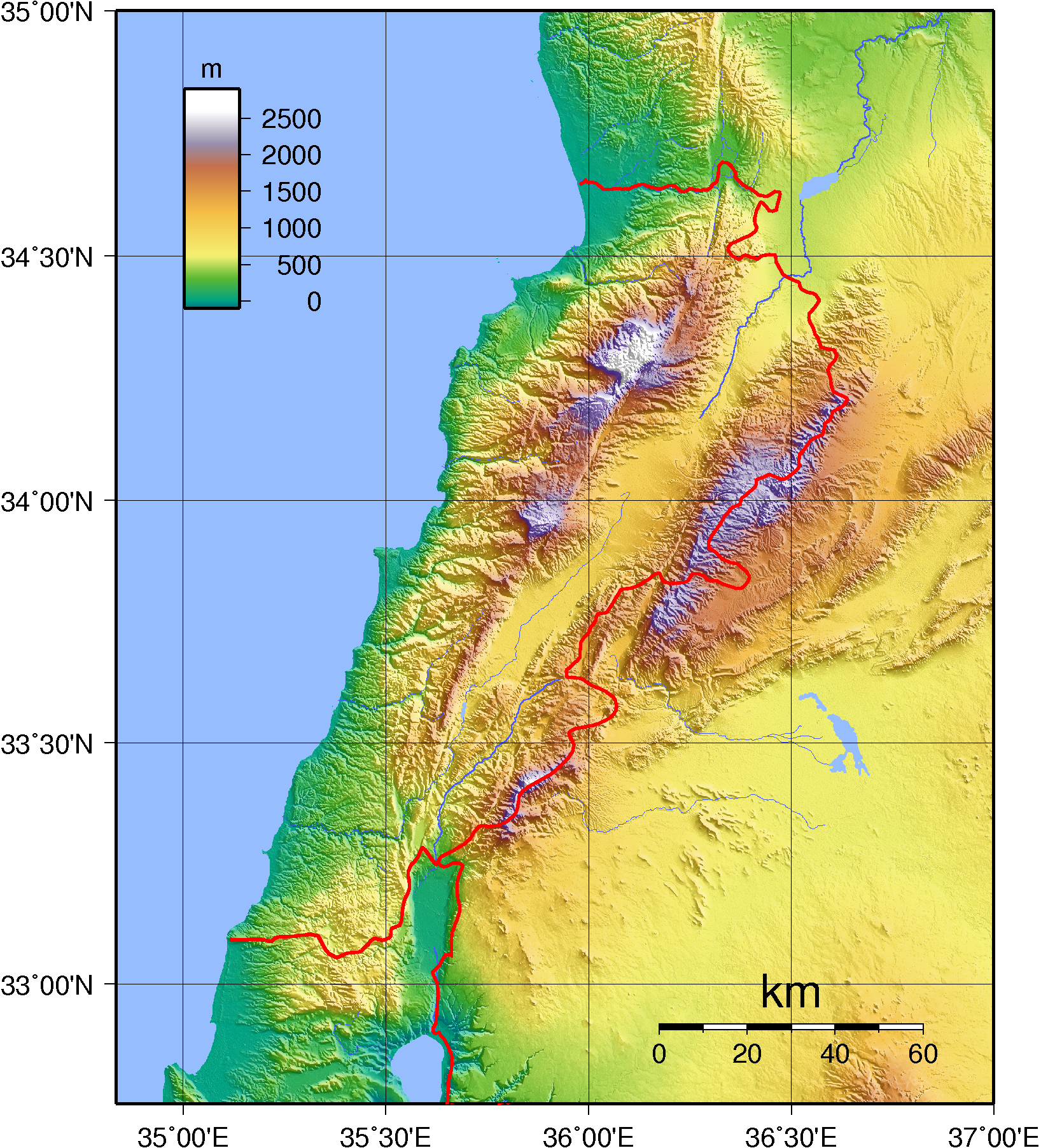
Гіпсометрична карта Лівану
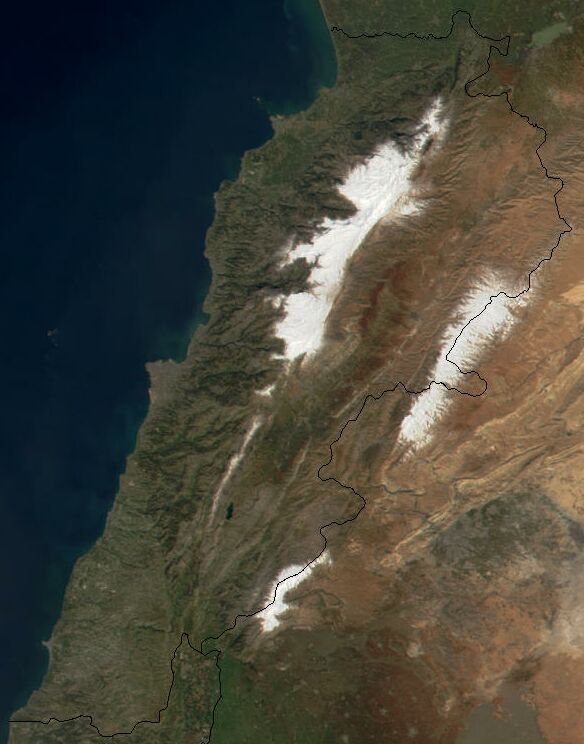
Супутниковий знімок поверхні країни
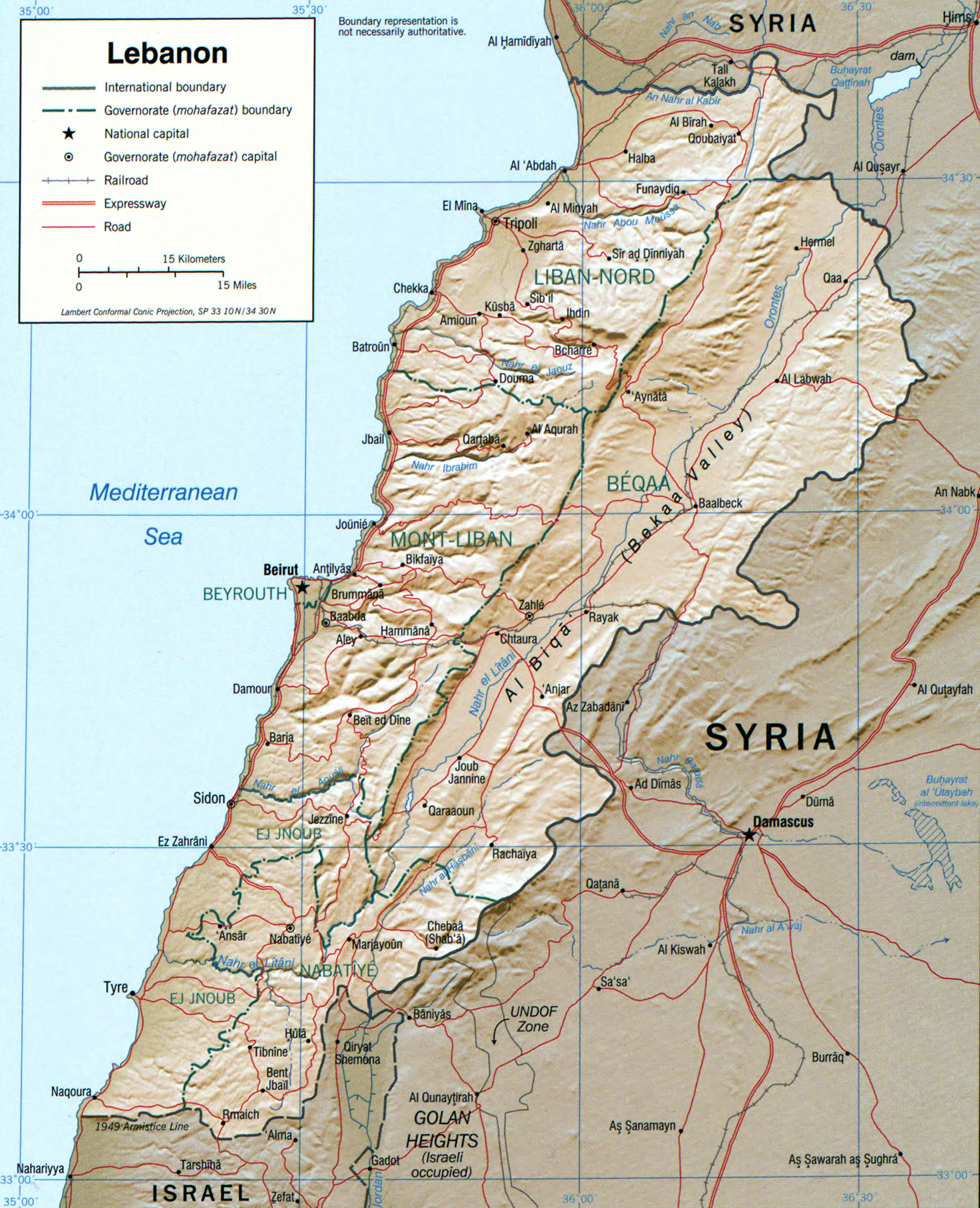
Карта країни (англ.)

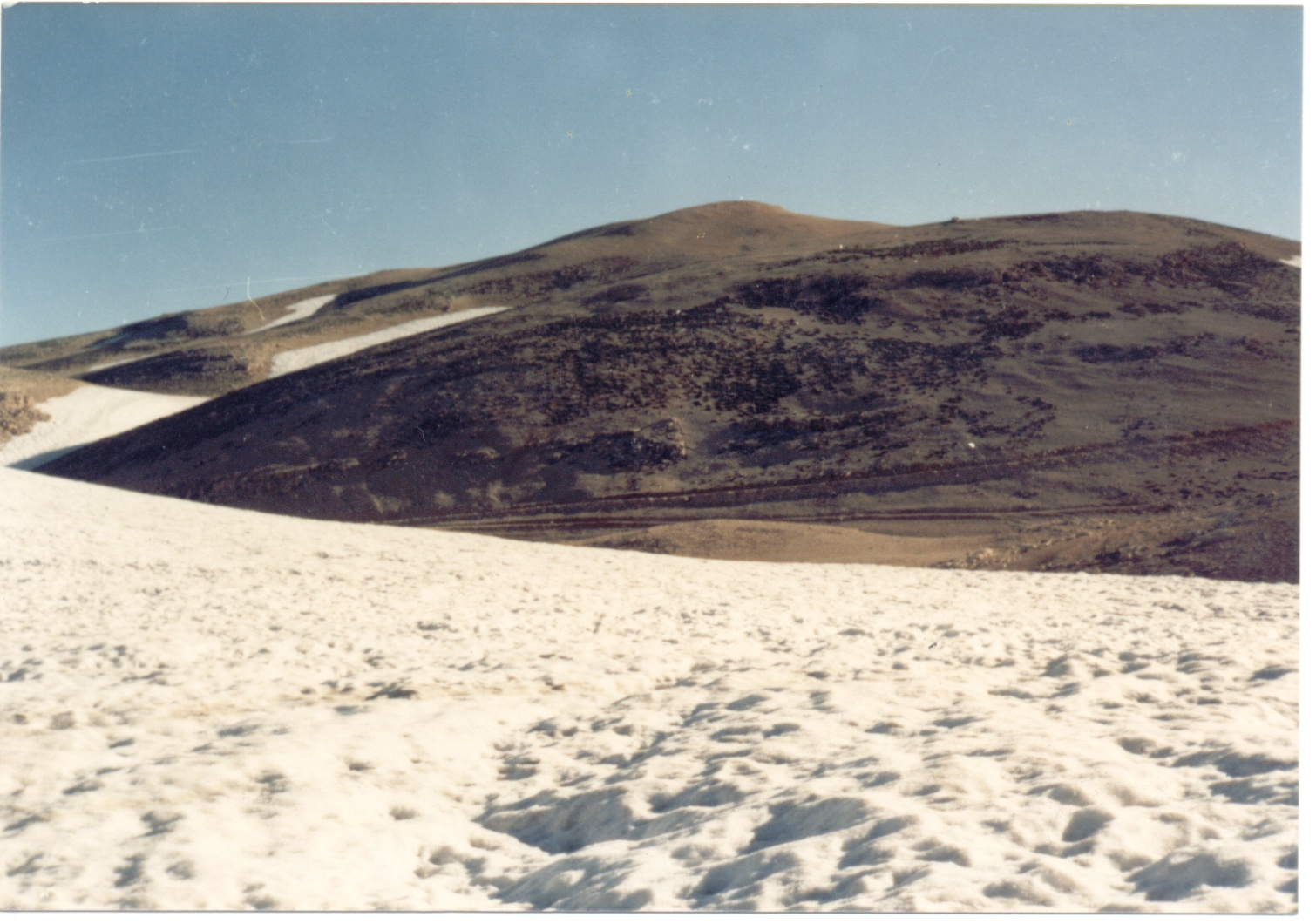
Вершина гори Курнат-ас-Сауда
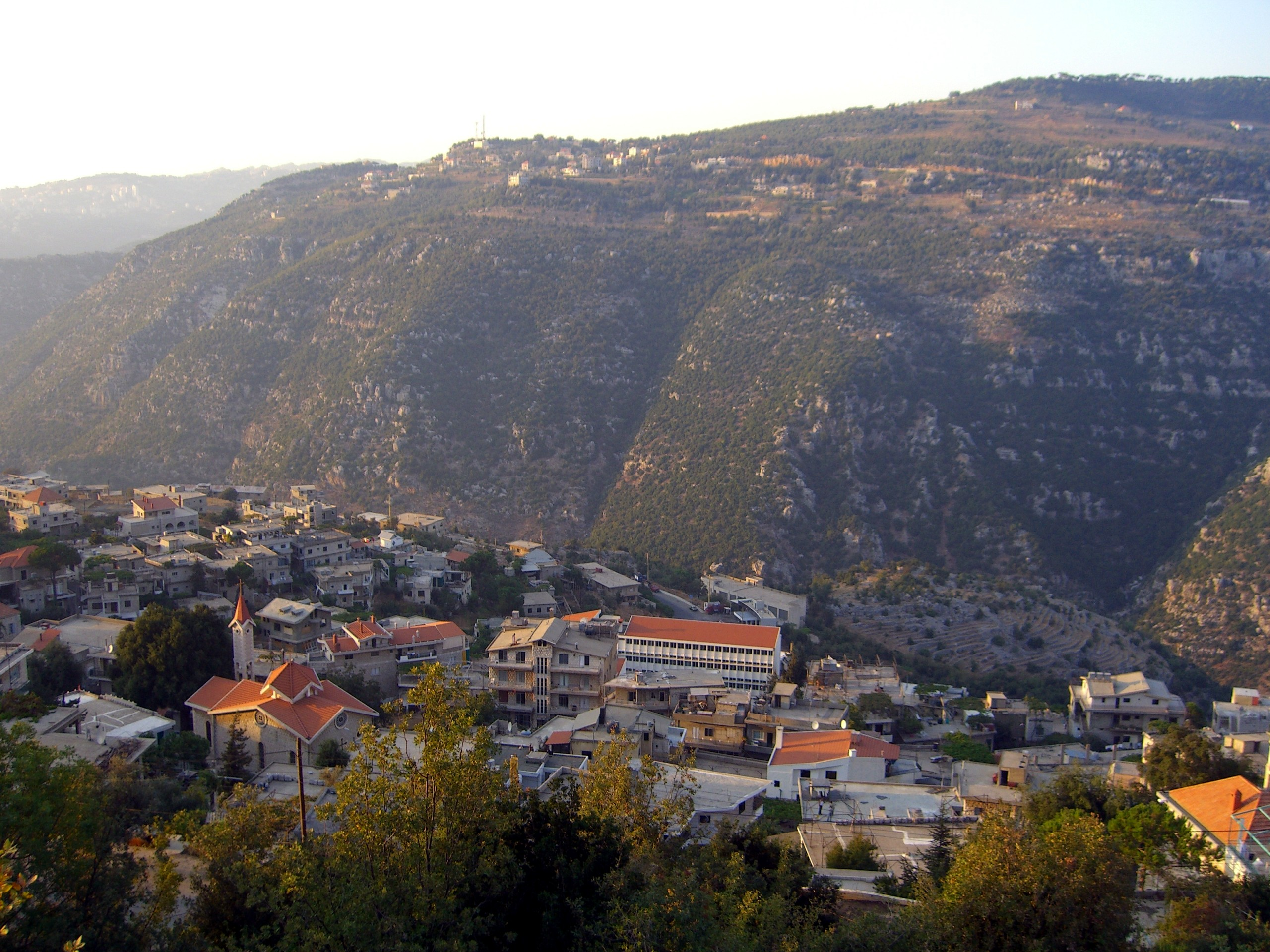
Схили хребта Ліван

### Узбережжя

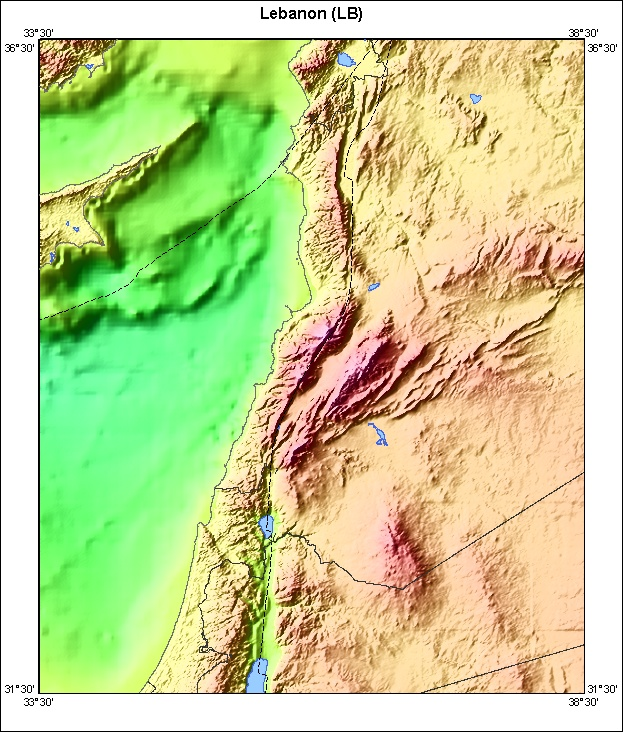
Батиметрична карта прибережних вод Леванту
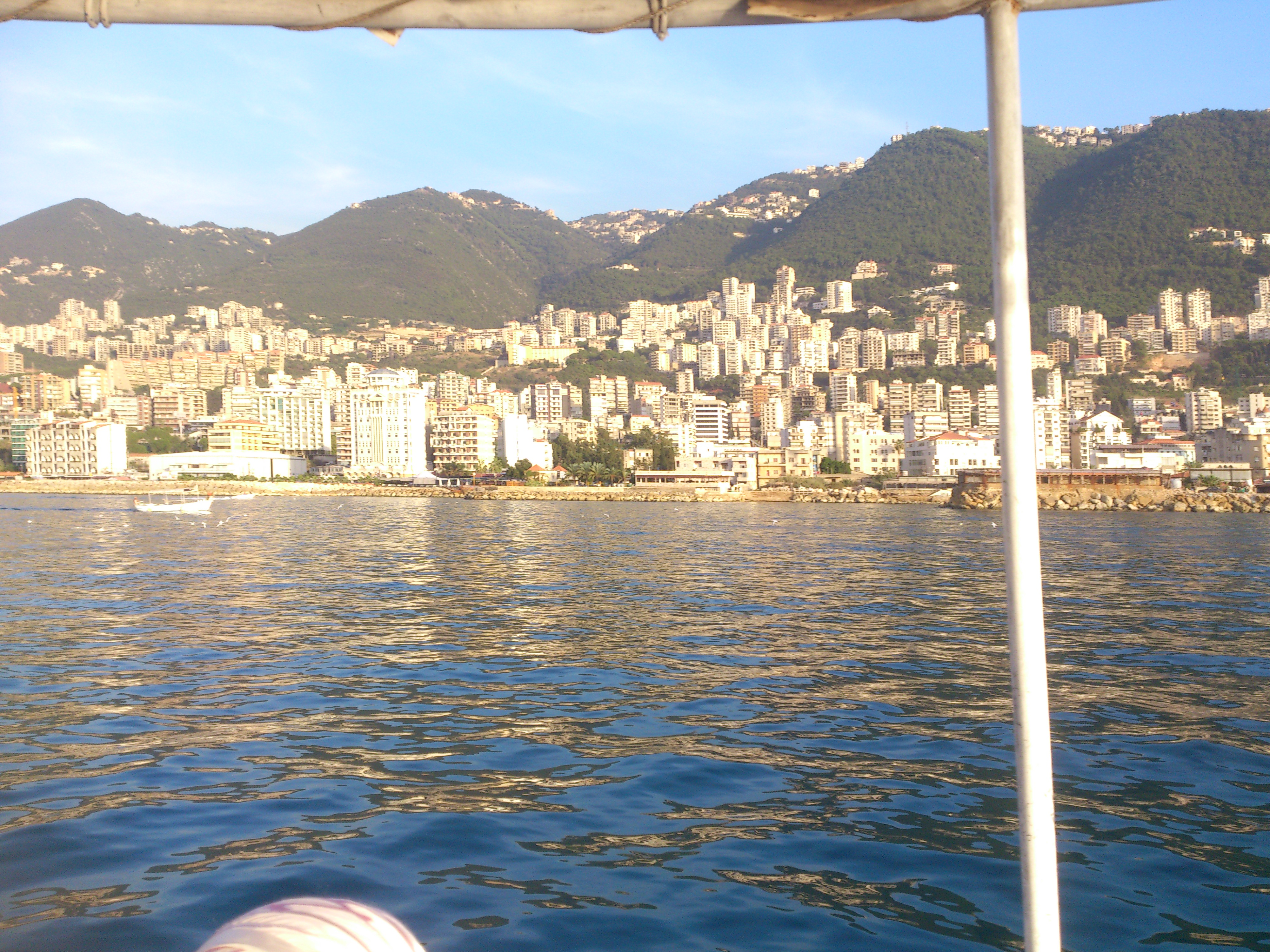
Середземноморське узбережжя

## Клімат
Територія Лівану лежить у субтропічному кліматичному поясі. Влітку переважають тропічні повітряні маси з ясною тихою антициклонічною погодою, взимку — помірні з похмурою дощовою досить вітряною циклонічною. Значні сезонні амплітуди температури повітря і розподілу атмосферних опадів, можливе випадіння снігу.

Сонячна радіація (англ.)Сонячна радіація (англ.)
Кліматична карта Лівану (за Кеппеном)Кліматична карта Лівану (за Кеппеном)
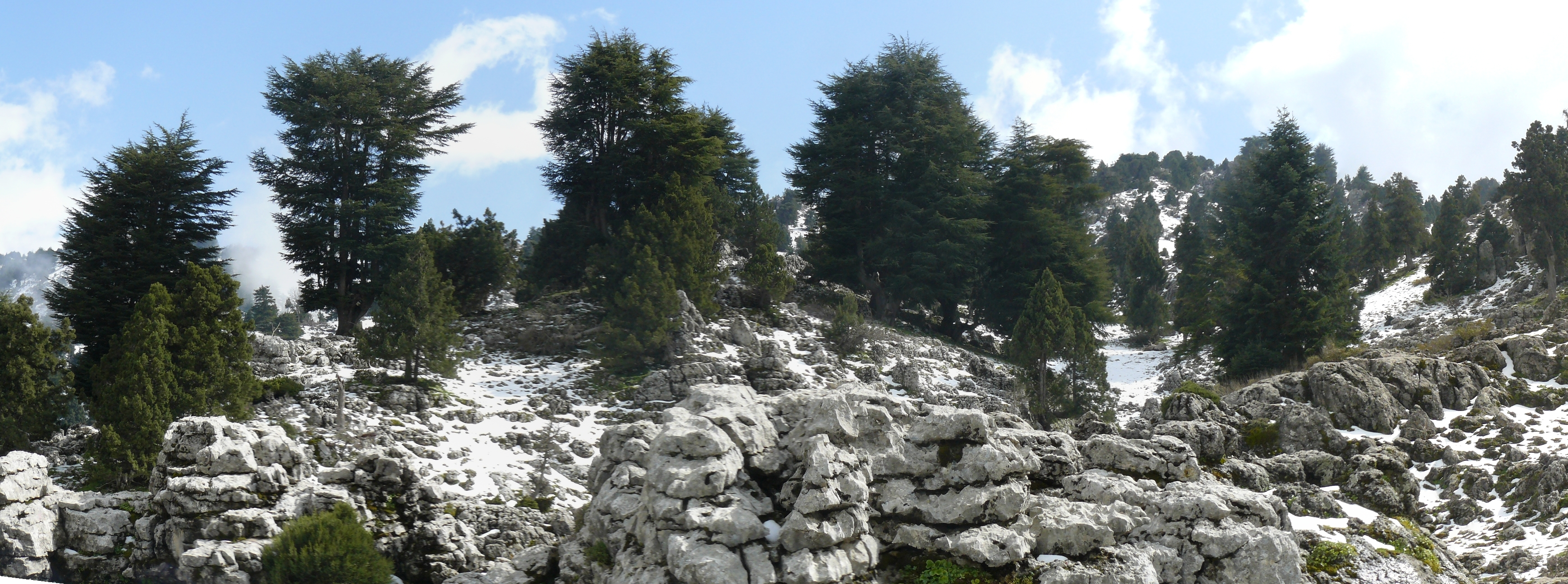
Сніг у горах

Ліван є членом Всесвітньої метеорологічної організації (WMO), в країні ведуться систематичні спостереження за погодою.

## Внутрішні води
Загальні запаси відновлюваних водних ресурсів (ґрунтові і поверхневі прісні води) становлять 4,5 км³. Станом на 2012 рік в країні налічувалось 1040 км² зрошуваних земель.

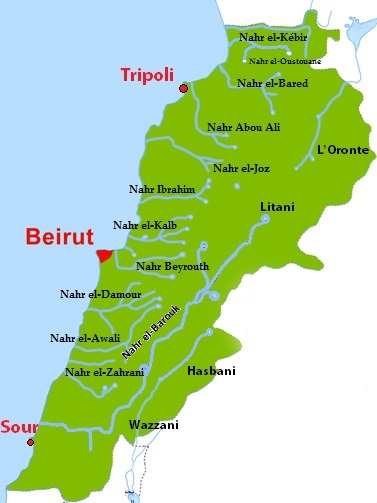
Гідрографічна мережа Лівану
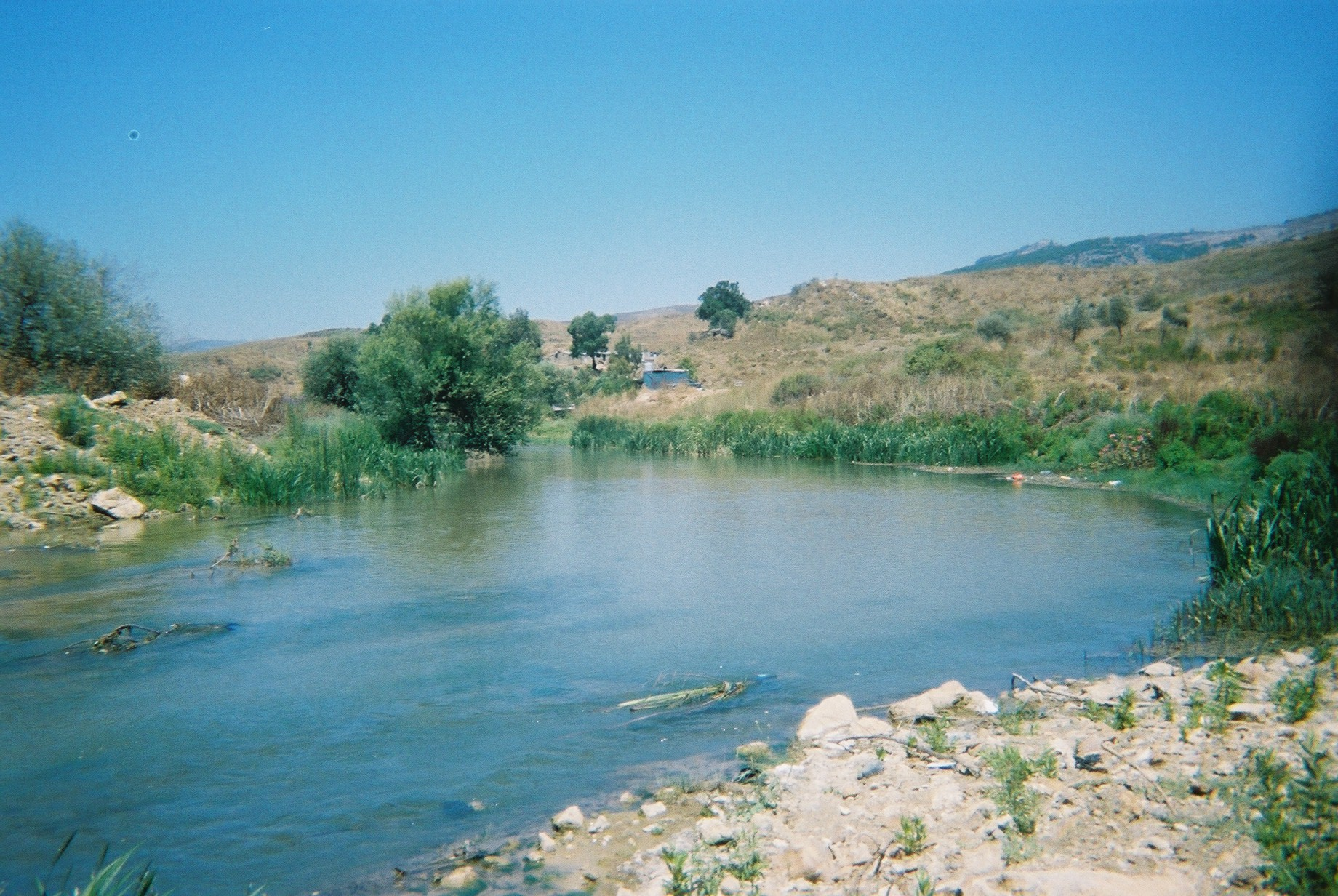
Нижня течія річки Літані
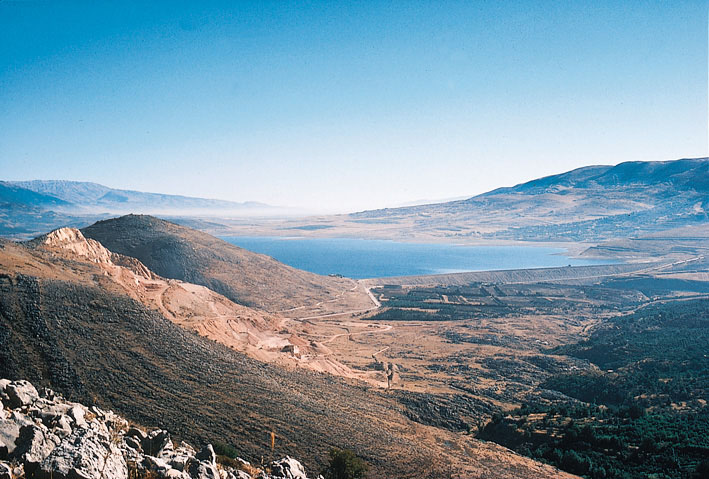
Озеро Караун у долині Бекаа

### Річки
Річки країни належать басейну Середземного моря Атлантичного океану, невелика частина потоків на півдні —  безстічній області Мертвого моря (басейн Йордану). Річка Літані є основним джерелом води для південних районів Лівану. Судноплавні річки відсутні.

## Рослинність
Земельні ресурси Лівану (оцінка 2011 року):
- придатні для сільськогосподарського обробітку землі — 63,3 %,
  - орні землі — 11,9 %,
  - багаторічні насадження — 12,3 %,
  - землі, що постійно використовуються під пасовища — 39,1 %;
- землі, зайняті лісами і чагарниками — 13,4 %;
- інше — 23,3 %[1].

## Тваринний світ
Зоогеографічно територія країни належить до Середземноморської провінції Середземноморської підобласті Голарктичної області.

## Охорона природи
Ліван є учасником ряду міжнародних угод з охорони навколишнього середовища:
- Конвенції про біологічне різноманіття (CBD),
- Рамкової конвенції ООН про зміну клімату (UNFCCC),
- Кіотського протоколу до Рамкової конвенції,
- Конвенції ООН про боротьбу з опустелюванням (UNCCD),
- Базельської конвенції протидії транскордонному переміщенню небезпечних відходів,
- Конвенції з міжнародного морського права,
- Монреальського протоколу з охорони озонового шару,
- Міжнародної конвенції запобігання забрудненню з суден (MARPOL),
- Рамсарської конвенції із захисту водно-болотних угідь[11].

Урядом країни підписані, але не ратифіковані міжнародні угоди щодо: 
- Конвенції про заборону військового впливу на природне середовище (ENMOD),
- Конвенції з охорони морських живих ресурсів[1].

## Стихійні лиха та екологічні проблеми
На території країни спостерігаються небезпечні природні явища і стихійні лиха: пилові і піщані бурі.
Серед екологічних проблем варто відзначити:
- знеліснення;
- ерозію ґрунтів;
- спустелювання;
- забруднення повітря в Бейруті від транспортних засобів та спалення побутового сміття;
- забруднення морських вод на узбережжі побутовими стоками та нафтовими плямами.

## Фізико-географічне районування
У фізико-географічному відношенні територію Лівану можна розділити на _ райони, що відрізняються один від одного рельєфом, кліматом, рослинним покривом: .

### Українською
- Атлас світу / голов. ред. І. С. Руденко ; зав. ред. В. В. Радченко ; відп. ред. О. В. Вакуленко. — К. : ДНВП «Картографія», 2005. — 336 с. — ISBN 9666315467.
- Атлас. 7 клас. Географія материків і океанів / Укладачі О. Я. Скуратович, Н. І. Чанцева. — К. : ДНВП «Картографія», 2014.
- Бєлозоров С. Т. Географія материків. — К. : Вища школа, 1971. — 371 с.
- Барановська О. В. Фізична географія материків і океанів : навч. посіб. для студентів ВНЗ : [у 2 ч.]. — Н. : Ніжинський державний університет ім. Миколи Гоголя, 2013. — 306 с. — ISBN 978-617-527-106-3.
- Ліван // Гірничий енциклопедичний словник : [у 3-х тт.] / за ред. В. С. Білецького. — Д. : Східний видавничий дім, 2004. — Т. 3. — 752 с. — ISBN 966-7804-78-X.
- Дубович І. А. Країнознавчий словник-довідник. — 5-те вид., перероб. і доп. — К. : Знання, 2008. — 839 с. — ISBN 978-966-346-330-8.
- Панасенко Б. Д. Фізична географія материків : навч. посіб. : в 2 ч. — В. : ЕкоБізнесЦентр, 1999. — 200 с.
- Фізична географія материків та океанів : підруч. для студ. вищ. навч. закл. : у 2 т / за ред. П. Г. Шищенка. — К. : Видавництво Київського нац. ун-т ім. Т. Шевченка, 2009. — Т. 1. : Азія. — 643 с. — ISBN 978-966-439-257-7.
- Юрківський В. М. Регіональна економічна і соціальна географія. Зарубіжні країни: Підручник. — 2-ге. — К. : Либідь, 2001. — 416 с. — ISBN 966-06-0092-5.

### Англійською
- (англ.) Graham Bateman. The Encyclopedia of World Geography. — Andromeda, 2002. — 288 с. — ISBN 1871869587.

### Російською
- (рос.) Авакян А. Б., Салтанкин В. П., Шарапов В. А. Водохранилища. — М. : Мысль, 1987. — 326 с. — (Природа мира)
- (рос.) Алисов Б. П., Берлин И. А., Михель В. М. Курс климатологии [в 3-х тт.] / под. ред. Е. С. Рубинштейн. — Л. : Гидрометеоиздат, 1954. — Т. 3. Климаты земного шара. — 320 с.
- (рос.) Апродов В. А. Вулканы. — М. : Мысль, 1982. — 368 с. — (Природа мира)
- (рос.) Апродов В. А. Зоны землетрясений. — М. : Мысль, 2010. — 462 с. — (Природа мира) — ISBN 978-5-244-01122-7.
- (рос.) Бабаев А. Г., Зонн И. С., Дроздов Н. Н., Фрейкин З. Г. Пустыни. — М.  : Мысль, 1986. — 320 с. — (Природа мира)
- (рос.) Букштынов А. Д., Грошев Б. И., Крылов Г. В. Леса. — М. : Мысль, 1981. — 316 с. — (Природа мира)
- (рос.) Власова Т. В. Физическая география материков. С прилегающими частями океанов. Евразия, Северная Америка. — 4-е, перераб. — М. : Просвещение, 1986. — 417 с.
- (рос.) Гвоздецкий Н. А. Карст. — М. : Мысль, 1981. — 214 с. — (Природа мира)
- (рос.) Гвоздецкий Н. А., Голубчиков Ю. Н. Горы. — М. : Мысль, 1987. — 400 с. — (Природа мира)
- (рос.) Географический энциклопедический словарь: географические названия / под. ред. А. Ф. Трёшникова. — 2-е изд., доп. — М. : Советская энциклопедия, 1989. — 585 с. — ISBN 5-85270-057-6.
- (рос.) Исаченко А. Г., Шляпников А. А. Ландшафты. — М. : Мысль, 1989. — 504 с. — (Природа мира) — ISBN 5-244-00177-9.
- (рос.) Каплин П. А., Леонтьев О. К., Лукьянова С. А., Никифоров Л. Г. Берега. — М. : Мысль, 1991. — 480 с. — (Природа мира) — ISBN 5-244-00449-2.
- (рос.) Словарь современных географических названий / под общей редакцией акад. В. М. Котлякова. — Екатеринбург : У-Фактория, 2006.
- (рос.) Лобова Е. В., Хабаров А. В. Почвы. — М. : Мысль, 1983. — 304 с. — (Природа мира)
- (рос.) Максаковский В. П. Географическая картина мира. Книга I: Общая характеристика мира. — М. : Дрофа, 2008. — 495 с. — ISBN 978-5-358-05275-8.
- (рос.) Максаковский В. П. Географическая картина мира. Книга II: Региональная характеристика мира. — М. : Дрофа, 2009. — 480 с. — ISBN 978-5-358-06280-1.
- (рос.) Ліван // Поспелов Е. М. Топонимический словарь. — М. : АСТ, 2005. — 229 с. — ISBN 5-17-016407-6.
- (рос.) Пфеффер П. Азия. — М. : Прогресс, 1982. — 316 с. — (Континенты, на которых мы живем)
- (рос.) География / под ред. проф. А. П. Горкина. — М. : Росмэн-Пресс, 2006. — 624 с. — (Современная иллюстрированная энциклопедия) — ISBN 5-353-02443-5.
- (рос.) Физико-географический атлас мира. — М. : Академия наук СССР и Главное управление геодезии и картографии ГУГК СССР, 1964. — 298 с.
- (рос.) Энциклопедия стран мира / глав. ред. Н. А. Симония. — М. : НПО «Экономика» РАН, отделение общественных наук, 2004. — 1319 с. — ISBN 5-282-02318-0.